# Toxoproctis cosmia
Toxoproctis cosmia är en fjärilsart som beskrevs av Collenette 1932. Toxoproctis cosmia ingår i släktet Toxoproctis och familjen tofsspinnare. Inga underarter finns listade i Catalogue of Life.

## Bildgalleri

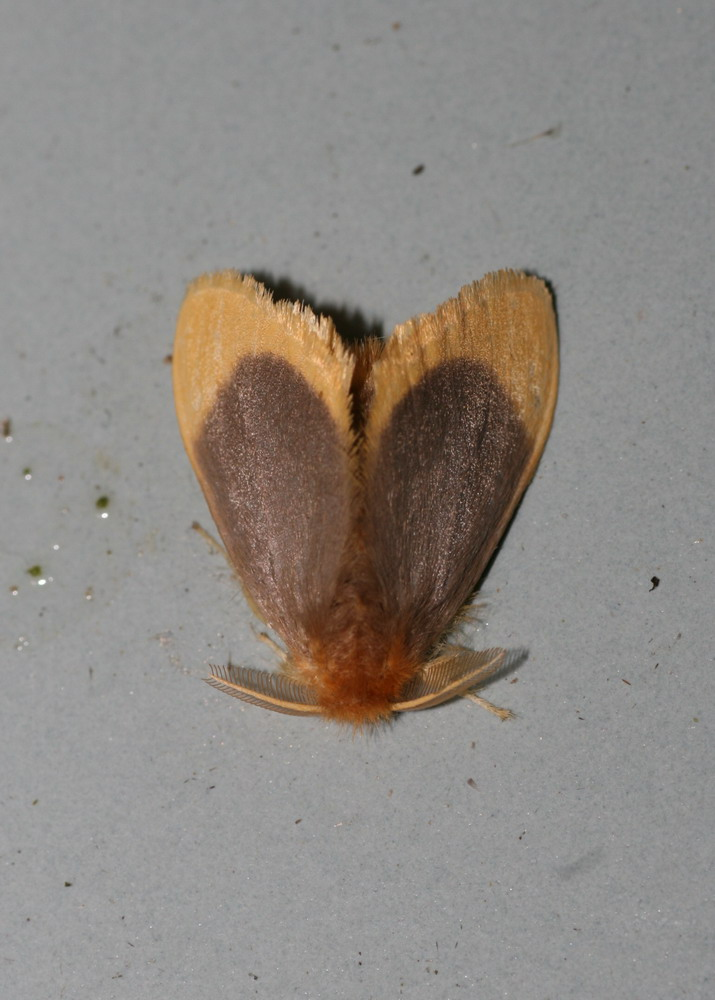